# Provolone

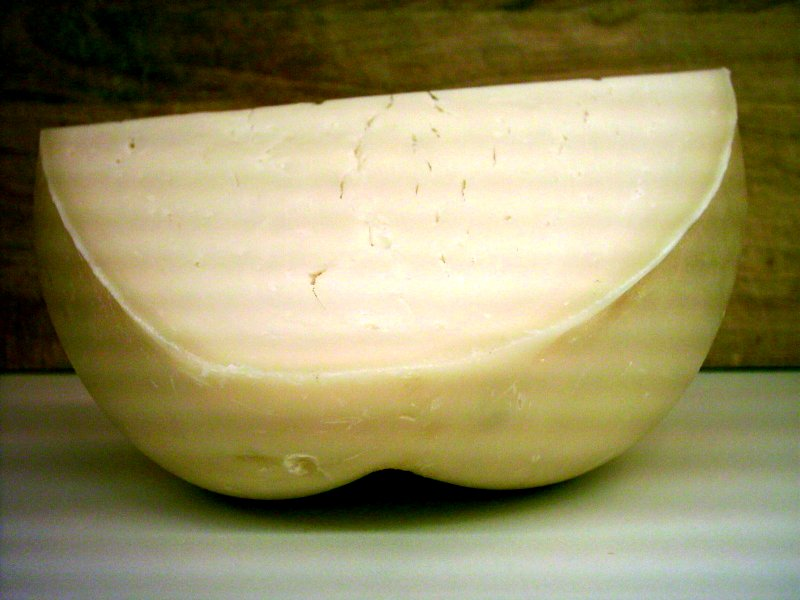
Queijo provolone

O provolone é um queijo semiduro originário da Itália.
É característico pela sua pasta filada. O leite e o coalho são batidos com uma espécie de lâminas que faz com que a pasta resulte em forma de inúmeros fios. É um queijo compacto e duro, de cor amarelada e aroma agradável. Costuma ser comercializado em forma de cilindro. Tem longa duração, à volta de um ano.
Hoje, grande parte do provolone comercializado no Brasil tem sido na forma defumada. A grande questão da defumação dos alimentos, método utilizado principalmente em carnes e derivados animais, é a conservação destes. Com o provolone, um queijo semiduro, e de longa duração, o processo de defumação além de acentuar o sabor, ainda faz com que ele dure quase o dobro de sua vida, mesmo fora da geladeira. No processo de defumação, vários dos microorganismos que são utilizados na fazedura do provolone são eliminados após sua utilidade, que era fazer o queijo.
Na confeção do queijo Provolone é utilizada Hexametilenotetramina, aditivo alimentar E239.